# باتريك مالو
باتريك مالو (بالفرنسية: Patrick Malo)‏ لاعب كرة قدم من بوركينا فاسو ، ويلعب حاليًا مع نادي القادسية في الدوري الكويتي في مركزي قلب الدفاع والظهير الأيسر.

في 31 يوليو 2016 نجحت إدارة نادي سموحة في التعاقد معه قادمًا من شبيبة القبائل الجزائري ولمدة ثلاثة مواسم، وفي 3 يناير 2018
انتقل لنادي وادي دجلة معارًا لمدة 6 أشهر.

## إحصائيات مشاركاته
آخر تحديث في 13 يوليو 2018

### مع الأندية
| الفريق        | الموسم    | الدوري  | الدوري | الكأس   | الكأس | البطولات القارية | البطولات القارية | الإجمالي | الإجمالي |
| الفريق        | الموسم    | مشاركات | أهداف  | مشاركات | أهداف | مشاركات          | أهداف            | مشاركات  | أهداف    |
| ------------- | --------- | ------- | ------ | ------- | ----- | ---------------- | ---------------- | -------- | -------- |
| شبيبة القبائل | 2015–2016 | 23      | 1      | 1       | 0     | —                | —                | 24       | 1        |
| شبيبة القبائل | الإجمالي  | 23      | 1      | 1       | 0     | —                | —                | 24       | 1        |
| سموحة         | 2016–2017 | 23      | 1      | 1       | 0     | 6                | 0                | 30       | 1        |
| سموحة         | 2017–2018 | 6       | 1      | 1       | 0     | —                | —                | 7        | 1        |
| سموحة         | الإجمالي  | 29      | 2      | 2       | 0     | 6                | 0                | 37       | 2        |
| وادي دجلة     | 2017–2018 | 16      | 2      | 0       | 0     | —                | —                | 16       | 2        |
| وادي دجلة     | الإجمالي  | 16      | 2      | 0       | 0     | —                | —                | 16       | 2        |

## روابط خارجية
- باتريك مالو على موقع إي إس بي إن إف سي (الإنجليزية)
- باتريك مالو على موقع قاعدة بيانات كرة القدم.إي يو (الإنجليزية)
- باتريك مالو على موقع ناشيونال فوتبول تيمز (الإنجليزية)
- باتريك مالو على موقع Soccerbase.com (لاعب) (الإنجليزية)
- باتريك مالو على موقع Soccerway.com (الإنجليزية)
- باتريك مالو على موقع عالم كرة القدم.نت (الإنجليزية)